# Holger Eichhorn
Holger Eichhorn (* 22. August 1942 in Bromberg; † 23. Juni 2023 in Berlin) war ein deutscher Musikwissenschaftler, Zinkenist und Dirigent.

## Leben
Eichhorn wuchs in einem norddeutschen Pastorat auf und erhielt zunächst Violinunterricht. Erste bläserische Erfahrungen sammelte er im kirchlichen Posaunenchor, um sich dann bald intensiv mit zeitgenössischem Jazz zu befassen. Nach dem Abitur und einem Diakonischen Jahr als Pfleger studierte er Komposition an der Hochschule der Künste Berlin. Parallel befasste er sich mit historischen Musikinstrumenten und erlernte autodidaktisch das Zinkspiel. An der Freien Universität Berlin studierte er zunächst Medizin und Theologie und ab 1967 Musikwissenschaft. Im Jahr 1972 gründete er die Musicalische Compagney als Bläserquartett für Zink und Posaunen, das schnell um weitere Instrumente erweitert wurde und auch mit Vokalsolisten und Chören wie dem Tölzer Knabenchor auftrat. Mit dem Ensemble entstanden zahlreiche Rundfunk- und Schallplattenaufnahmen. Konzerte führten Eichhorn in viele europäische Länder sowie in die USA. In Aufführung und Forschung beschränkte sich Eichhorn auf die Ensemblemusik der Renaissance und des Barock. Ein Schwerpunkt lag auf dem musikalischen Werk von Giovanni Gabrieli, Heinrich Schütz und Johann Rosenmüller. Konzerttätigkeit, Forschung und die konsequente Umsetzung der historischen Aufführungspraxis befruchteten sich gegenseitig, gemäß seinem Motto: „je historisch präziser, desto lebendiger“. In den letzten Jahren entstanden Aufnahmen von Vokalwerken Johann Sebastian Bachs in solistischer Besetzung. Die Einspielung des Weihnachtsoratoriums, darunter ein Knabensopran, war eine Ersteinspielung mit vier Vokalsolisten.
In den Jahren von 1987 bis 1993 nahm Eichhorn eine Gastprofessur für „Alte Musik, Interpretation und Aufführungspraxis“ an der Hochschule der Künste Berlin wahr. Im Jahr 2000 war Eichhorn Mitbegründer der Johann-Rosenmüller-Gesellschaft. Er wurde im Jahr 2003 an der Universität mit einer Arbeit über Giovanni Gabrieli an der Universität Bremen promoviert. Neben dem Verfassen von Fachaufsätzen und Büchern arbeitete er seit 2010 als Herausgeber an der Rosenmüller-Gesamtausgabe.
Sein Bruder Joachim Eichhorn ist Kirchenmusiker und sein Bruder Klaus Eichhorn Organist und Hochschullehrer.

## Tondokumente
- Johann Sebastian Bach: Weihnachtsoratorium BWV 248, Teil 1 Bis 3. Querstand 1238, 2012.
- Johann Sebastian Bach: Stil'Antico-Motetten à 4. Rondeau-LC 06690, 2008.
- Orlando di Lasso (Lassus): Psalmi penitentialis Nr. 4–7, „Bußpsalmen“. Vol. 2. Capriccio 2004.
- Orlando di Lasso: Bußpsalmen Nr. 1–3. (Mit Tölzer Knabenchor). Capriccio 67018, 2003.
- Gabrieli superiore. Motetten & Canzonen. Verlag Altenburg, Leipzig, 1999.
- Psalmen Davids. Polygram, Hamburg, 1997.
- In terra pax: Friedensmusik. Festmusiken zum Westfälischen Frieden. amb 97920, ambitus 1996.
- Gabrieli Tedesco. Das Spätwerk Giovanni Gabrielis aus deutschen Quellen, cpo Musikproduktion, 99 454-2, 1996.
- Heinrich Scheidemann: Sämtliche Orgelmotetten. Orlando di Lasso, Hans Leo Haßler (Scherer-Orgel Tangermünde). amb 97946, ambitus 1995.
- Johann Rosenmüller & Oratio Tarditi & Heinrich Schütz: Venezianische Vespermusik. amb 97949, ambitus 1995.
- Heinrich Schütz: Weihnachtshistorie. Meine Seele erhebt den Herrn. Die sieben Worte. MD+G L 3229, MDG 1986.
- Liebe und Klage in der Musik von Heinrich Schütz. MD+G L 3230, MDG 1986.
- Heinrich Schütz, Giovanni Gabrieli: Psalmen, Concerti, Motetten. amb 97843, ambitus 1985.
- Fiori concertati. Teldec 8.44011, 1983.
- Sonate Concertate. Teldec 8.44010, 1982.

## Publikationen
- (Hrsg.): Bach-Studien für Posaune. Kantaten von Johann Sebastian Bach. EB 8614. Breitkopf & Härtel, Wiesbaden 1999.
- Giovanni Gabrieli. Stilkritische Studien zum Spätwerk in deutschen Quellen des 17. Jahrhunderts. Diss. Bremen 2003 [Mikrofiche-Ausgabe].
- Gabrieli Tedesco. Rezeption und Überlieferung des Spätwerks von Giovanni Gabrieli in deutschen Quellen des 17. Jahrhunderts. Kamprad, Altenburg 2006, ISBN 978-3-930550-46-3.
- Thomas Selles „Opera Omnia“ im Spiegel ihrer Druckvorlagen. In: Jahrbuch Alte Musik. Bd. 2. Wilhelmshaven 1993, S. 131–304.
- Gesamtausgabe der musikalischen Werke von Johann Rosenmüller. Dohr Verlag, Köln 2010 ff. (ca. 30 Bände).
- Johann Crüger – Kritische Edition ausgewählter Werke. Musische Varie, Germersheim 2014:
  - Band I: Geistliche Kirchenmelodien 1649, ISBN 978-3-9816780-1-7.
  - Band II: Geistliche Lieder und Psalmen 1657, ISBN 978-3-9816780-2-4.
  - Band III: Psalmodia Sacra 1658, ISBN 978-3-9816780-3-1.